# زنابير شبيهة النمل
الزنابير شبيهة النمل (الاسم العلمي:†Armaniidae) هي فصيلة منقرضة من حشرات تتبع رتبة غشائيات الأجنحة من طائفة الحشرات.
تم تعريفها من دراسة سلسلة من الحفريات الطباشيرية التي وجدت في آسيا وأفريقيا.
اقترح العديد من الباحثين أن أعضاء الزنابير شبيهة النمل يجب أن توضع ضمن فصيلة النمل كواحدة من أفراد المجموعة الفرعية الجذعية المسماة Armaniinae (نملاوات أرمان)؛ لكن هذا الموقف لم يتخذ من قبل معظم علماء النمل. تحتوي الفصيلة حاليًا على سبعة أجناس موصوفة وثلاثة عشر نوعًا موصوفًا.

## الأجناس
- نمل أرمان